# Torrecilla sobre Alesanco
Torrecilla sobre Alesanco ist ein Ort und eine nordspanische Gemeinde (municipio) mit 55 Einwohnern (Stand: 2024) im Zentrum der Autonomen Gemeinschaft La Rioja. Die Gemeinde gehört zum Weinbaugebiet der Rioja Alta und liegt am Jakobsweg. 

## Lage und Klima
Torrecilla sobre Alesanco liegt etwa 35 Kilometer westsüdwestlich von Logroño in ca. 610 m Höhe. Regen (ca. 733 mm/Jahr) fällt – mit Ausnahme der Sommermonate – übers Jahr verteilt.

## Bevölkerungsentwicklung
| Jahr      | 1970 | 1981 | 1991 | 2001 | 2011 | 2021 |
| Einwohner | 162  | 113  | 110  | 63   | 37   | 35   |

Als Folge der Reblauskrise, der Mechanisierung der Landwirtschaft, der Aufgabe bäuerlicher Kleinbetriebe und des daraus resultierenden geringeren Arbeitskräftebedarfs ist die Einwohnerzahl des Orts seit der Mitte des 20. Jahrhunderts stetig gesunken.

## Sehenswürdigkeiten

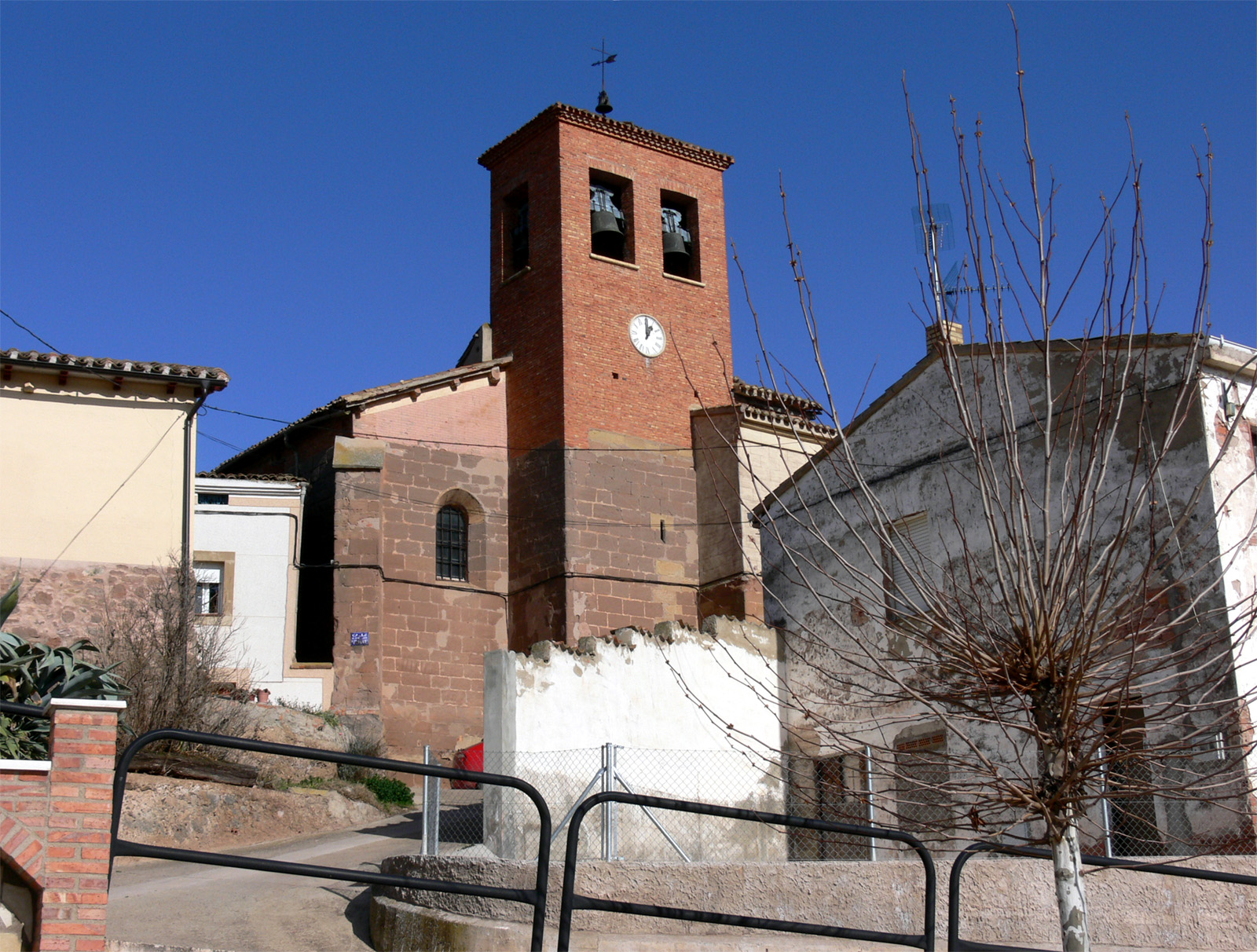
Kirche Mariä Himmelfahrt

- Kirche Mariä Himmelfahrt